# Ján Praško Pavlov
Ján Praško Pavlov (* 22. prosince 1956, Bratislava) je český psychiatr a psychoterapeut, od roku 2008 přednosta Kliniky psychiatrie Lékařské fakulty Univerzity Palackého v Olomouci a FN Olomouc. Dne 22. března 2010 úspěšně absolvoval profesorské řízení na Univerzitě Palackého v Olomouci a byl vědeckou radou UP navržen prezidentovi republiky ke jmenování univerzitním profesorem lékařství, v oboru psychiatrie.

## Životopis
Po promoci roku 1982 na lékařské fakultě UK v Praze pracoval až do roku 1987 jako sekundární lékař na psychiatrickém oddělení NsP Ostrov. V roce 1987 nastoupil jako klinický psychiatr a samostatný vědecký pracovník do tehdejšího Výzkumného ústavu psychiatrického v Praze (současné Psychiatrické centrum Praha). Po roce působení se stal vedoucím lékařem oddělení neurotických poruch. Od roku 1994 vyučuje na 3. lékařské fakultě Univerzity Karlovy v Praze a v současnosti na Lékařské fakultě Univerzity Palackého v Olomouci.
Pracuje ve výborech České společnosti pro biologickou psychiatrii (od 1993), České společnosti pro kognitivně behaviorální terapii (od 1994, v roce 1999 byl zvolen prezidentem společnosti a od té doby působí jako český reprezentant v Evropské asociaci pro behaviorální a kognitivní terapii), České neuropsychofarmakologické společnosti (od 2001) a Psychiatrické společnosti České lékařské společnosti Jana Evangelisty Purkyně (od 2001).
Výzkumné činnosti se věnuje od roku 1985, kdy začal studovat cirkadiánní rytmy a léčbu pomocí jasného intenzivního světla u afektivních poruch. Dále se věnuje výzkumu etiologie a léčby deliria tremens (1987–1990), socioterapii a farmakoterapii u depresivních poruch (1991–1995), fototerapii u velkých depresivních poruch (1992–1993) a farmakoterapii a psychoterapii v léčbě sociální fobie z pohledu dvouletého katamnestického sledování (1996–2000).
Jeho manželkou je MUDr. Hana Prašková. Pracuje jako psychoterapeutka v Denním sanatoriu Horní Palata a přednáší na 1. LF UK. Je také spoluautorkou některých jeho publikací. Dcera Jana Prašková je spoluautorkou jeho knihy o depresi .

## Ocenění
- 1996 – Národní Vondráčkova cena za publikace o léčbě depresivních stavů – 1. cena
- 1998 – Národní Vondráčkova cena za publikace o léčbě úzkostných stavů – 1. cena
- 1996 – 1. cena České psychiatrické společnosti za nejlepší sdělení na Psychiatrickém sjezdu, Špindlerův Mlýn
- 1998 – 1. cena za poster na 8. Central European Neuropsychopharmacological Symposium, Vídeň

## Dílo
Ján Praško je autorem mnoha knih a příruček týkajících se psychologie a duševních onemocnění.
Výběr:

- Fototerapie a cirkadiální rytmy u depresivních poruch (1990)
- Asertivitou proti stresu (1996)
- Panické stavy (1998)
- Deprese a jak ji zvládat (2003)
- Poruchy osobnosti (2003)
- Nespavost (2004)
- Sociální fobie (2005)
- Jak vybudovat a posílit sebedůvěru (2007)
- Agorafobie a panická porucha (2008)
- Obsedantně-kompulzivní porucha a jak ji zvládat (2008)
- Kognitivně behaviorální terapie psychických poruch  (2008)
- Třetí vlna v kognitivně-behaviorální terapii (2018, Praha: Portál; spoluautor)